# Mandy Rose
Amanda Rose Saccomanno (* 18. Juli 1991 in Westchester County, New York) ist eine ehemalige US-amerikanische Wrestlerin, die zuletzt bei der WWE unter Vertrag stand. Ihr bislang größter Erfolg ist der Erhalt der NXT Women’s Championship.

## Leben

### Kindheit und Jugend
Amanda Saccomanno wurde als das jüngste von vier Kindern geboren, sie hat italienische und irische Wurzeln. Sie besuchte die High School in Yorktown, wo sie am Tanz teilnahm. Später erwarb sie ihren Bachelor-Abschluss am Iona College mit dem Schwerpunkt Pathologie.

### Fitnesskarriere
2013 nahm sie an ihrem ersten Fitness-Wettbewerb teil und belegte den ersten Platz in der World Bodybuilding Fitness & Fashion Show. Im Jahr darauf wurde Saccomanno zum World Beauty Fitness & Fashion Bikini Champion gekürt. Sie wurde in mehreren Fitness-Publikationen vorgestellt, darunter Fitness Gurls, Fit & Firm und FitFemme.

### Wrestling-Karriere

#### Tough Enough und NXT (2015–2017)
Saccomanno war Teilnehmerin der sechsten Staffel des WWE-Wettbewerbs Tough Enough, die im Juni 2015 ausgestrahlt wurde. Im Saisonfinale nahm sie den Ringnamen „Mandy Rose“ an, verlor ein Match gegen Alicia Fox und belegte hinter Siegerin Sara Lee den zweiten Platz unter den weiblichen Teilnehmern.
Nachdem Saccomanno noch im selben Jahr einen Entwicklungsvertrag mit WWE unterzeichnet hatte, wurde sie Teil von deren Entwicklungsliga NXT. Erstmals im Ring stand sie im Rahmen eines Sechs-Frauen-Tag-Team-Matches bei einem Live Event am 30. Januar 2016 in Venedig, Florida. In der Folge von NXT am 17. August debütierte sie in einem Tag-Team-Match zusammen mit Daria Berenato und Alexa Bliss, in dem sie von Carmella, Liv Morgan und Nikki Cross besiegt wurden. In der NXT-Folge vom 28. September verlor Rose ihr erstes Single-Match gegen Ember Moon.

#### Raw (2017–2018)
In der Raw-Episode vom 20. November 2017 schloss sich Rose Sonya Deville und Paige an, als sie Sasha Banks, Bayley, Mickie James und Alexa Bliss angriffen. Eine Woche später wurde der Name des Trios als Absolution bekannt.
Am 28. Januar 2018 trat Rose im Rahmen des Live Events Royal Rumble mit der Startnummer 4 beim ersten Women’'s Royal Rumble an, wurde jedoch von Lita als erste Teilnehmerin eliminiert. Parallel zu ihren Aktivitäten bei Raw ersetzte Rose die verletzte Alicia Fox in der Mixed Match Challenge, wo sie mit Goldust gepaart wurde und das Duo in der ersten Runde gegen Jimmy Uso und Naomi verlor. Im Februar nahm Rose an dem allerersten Women’s Elimination Chamber-Match teil, bei dem sie von Alexa Bliss besiegt wurde. Bei ihrem ersten Wrestlemania-Auftritt bei WrestleMania 34 nahm Rose an der Women’s Battle Royal teil, die Naomi gewann.

#### SmackDown (2018–2020)
Während dem WWE Superstar Shake-Up 2018 wurden sowohl Rose als auch Sonya Deville zu Smackdown Live gedraftet, aber Paige erklärte, dass sie keinen Manager erhalten würden und Absolution daher aufgelöst sei. Den ganzen Sommer über setzte Rose ihre Verbindung mit Deville fort, da die beiden ein Tag Team blieben und an verschiedenen Single und Tag Team-Matches teilnahmen. Im weiteren Verlauf des Jahres wurden Samen der Auflösung gepflanzt, da Rose Deville bei einem Battle Royal, für WWE Evolution eliminierte. Die Geschichte ging weiter, als Rose ihre „glücklichen“ Absichten für Deville zeigte, nachdem diese ausgewählt wurde, um am Team Smackdown für das bevorstehende 5-on-5 Survivor Series-Match über sie teilzunehmen. Sie nahm am Money in the Bank Ladder Match am 19. Mai 2019 teil, das Match gewann sie jedoch nicht.
Anschließend versuchte sie erneut zusammen mit Sonya Deville, diesmal als Tag-Team Fire & Desire die WWE Women’s Tag Team Championship zu gewinnen. Sie unterlagen den damaligen Champions Alexa Bliss und Nikki Cross jedoch bei Clash of the Champions.

#### Rückkehr zu Raw (2020–2021)
Am 11. September 2020 wurde bei einem Segment von Talking Smack bekannt gegeben, dass Rose fortan wieder bei Raw auftreten wird.

#### Rückkehr zu NXT (2021–2022)
Nachdem sie am 13. Juli 2021 zu NXT zurückgekehrt war, bildete sie kurz darauf mit Gigi Dolin und Jacy Jayne das Stable Toxic Attraction. Am 26. Oktober 2021 gewann sie von Raquel González die NXT Women’s Championship, die sie 413 Tage lang halten durfte. Am 13. Dezember 2022 musste sie den Titel an Roxanne Perez abgeben. Tags darauf wurde sie von der WWE entlassen.

## Außerhalb des Wrestlings
Saccomanno erschien im Rahmen der Hauptbesetzung der fünften Staffel der von WWE und E! produzierten Reality-TV-Show Total Divas, die im Januar 2016 ausgestrahlt wurde.
Im April 2018 enthüllte sie in einem Interview mit der früheren WWE-Ringsprecherin Lilian Garcia ihre Beziehung mit dem Wrestler Sabatino Piscitelli (alias Tino Sabbatelli). Im September 2022 gab das Paar eine Verlobung bekannt.

## Erfolge
- World Wrestling Entertainment

- NXT Women’s Championship (1×)

World Bodybuilding Fitness & Fashion
- WBFF Boston (erster Platz 2014)
- WBFF Diva Bikini Pro World Championship (erster Platz 2014)

Pro Wrestling Illustrated
- Nr. 69 der Top 100 Female Wrestlers in der PWI Female 100 (2018)